# Конвой № 1182
Конвой № 1182 — японський конвой часів Другої світової війни, проведення якого відбувалось у грудні 1943 року.
Конвой сформували на атолі Трук (нині Чуук) у східній частині Каролінських островів (ще до війни тут була створена потужна база ВМФ, з якої до лютого 1944 року провадились операції у цілому ряді архіпелагів), а місцем його призначення був Рабаул — головна передова база в архіпелазі Бісмарка, з якої японці провадили операції на Соломонових островах та сході Нової Гвінеї.
До складу конвою № 1182 увійшли транспорти «Цунешима-Мару» та «Нагісан-Мару». Їх ескорт забезпечували мисливець за підводними човнами CH-28 і торпедний човен «Оторі».
18 грудня 1943 року судна вийшли з Труку та попрямували на південь. 20 грудня за чотири сотні кілометрів на північний схід від островів Адміралтейства конвой атакував підводний човен Gato, якому вдалося потопити «Цунешима-Мару» (всі члени екіпажу були врятовані). Кораблі ескорту скинули 19 глибинних бомб, проте не змогли завдати шкоди підводному човну.
22 грудня конвой атакували ворожі літаки, внаслідок чого легких пошкоджень зазнало «Нагісан-Мару».
Незадовго до опівдня 23 грудня конвой прибув до Рабаула.